# Verbascum inegoelense
Verbascum inegoelense är en flenörtsväxtart som beskrevs av Hub.-mor.. Verbascum inegoelense ingår i släktet kungsljus, och familjen flenörtsväxter. Inga underarter finns listade i Catalogue of Life.